# Hinikissia Albertine Ndikert
Hinikissia Albertine Ndikert, née le 15 septembre 1992, est une athlète tchadienne, recordwoman du 100 m et 200 m du Tchad.
Elle a représenté le Tchad d'abord aux Jeux olympiques de Pékin en 2008 ensuite  au championnat du monde en salle au Japon en 2011, puis aux Jeux olympiques de Londres en 2012. Elle a également représenté le Tchad au Meeting Grand Prix IAAF de Dakar en 2013 où elle a occupé la 4e place.